# Estado de Deseret
O Estado de Deseret foi um estado provisório dos Estados Unidos, área proposta por colonos mórmons em torno de Salt Lake City. O estado existiu por cerca de dois anos, apesar de jamais ter sido oficialmente aceito pelo governo estadunidense. O nome deriva do termo usado para fazer referência à abelha do mel no Livro de Mórmon.
Graças ao esforço de Brigham Young, presidente de A Igreja de Jesus Cristo dos Santos dos Últimos dias, também conhecida por mórmons, foi requerida a criação do estado em 1849. As terras de Deseret haviam sido adquiridas, em sua maioria, junto ao governo do México, após guerra encerrada em 1848.
Enquanto outras autoridades estiveram ausentes, o governo de Deseret tornou-se de fato senhor da região: estabeleceu taxas, montou uma Assembleia Legisladora bicameral, escolheu juízes e criou um Código Penal. O estado de Deseret tinha o Movimento dos Santos dos Últimos Dias, como religião oficial.
Como resultado do Compromisso de 1850, foi criado a setembro de 1850 o Território de Utah, cujo primeiro governador foi Brigham Young. Em 1851 o Estado de Deseret foi dissolvido; suas leis foram adotadas pelo Território de Utah.
Com a chegada de colonos de outras localidades foi se esvaindo o sonho de construir um estado à forma de A Igreja de Jesus Cristo dos Santos dos Últimos Dias: Utah manteve-se como um estado laico.